# ادندارپ
ادندارپ (به لاتین: Adendorp) یک شهرک در آفریقای جنوبی است که در کیپ شرقی واقع شده‌است.